# Lodowa Kopa
Lodowa Kopa (słow. Malý Ľadový štít, Ľadová kopa, niem. Markasitturm, węg. Markazit-torony, 2605 m n.p.m.) – dwuwierzchołkowy szczyt w grani głównej Tatr Wysokich, drugi pod względem wysokości w obrębie masywu Lodowego Szczytu. Znajduje się pomiędzy wierzchołkiem Lodowego Szczytu, oddzielona od niego płytką Lodową Szczerbiną (2579 m), a Małym Lodowym Szczytem, oddzielonym od niej głęboko wciętą Lodową Przełęczą (2375 m). W południowo-wschodnim kierunku odchodzi spod szczytu Lodowa Grań – krótkie, boczne odgałęzienie oddzielające Dolinkę Lodową od Doliny Pięciu Stawów Spiskich. Na południowy zachód natomiast wysyła ona równie krótką Michałkową Grań.
Główny, północno-zachodni wierzchołek zwany jest Wielką Lodową Kopą. Drugim, południowo-wschodnim wierzchołkiem Lodowej Kopy jest Mała Lodowa Kopa, która zaliczana jest do Lodowej Grani, ale wbrew informacjom podawanym w starszych przewodnikach również wznosi się w Głównej Grani Tatr. Od wyższego wierzchołka oddalona jest zaledwie o 58 m (wg Paryskiego ok. 35 m), oddziela ją Lodowy Karbik. Kolejnym obiektem w Lodowej Grani są Lodowe Wrótka, oddzielające Małą Lodową Kopę od Wielkiego Lodowego Kopiniaka.
Wejście na Lodową Kopę od strony Lodowej Przełęczy i wprost z Doliny Jaworowej było od dawna znane myśliwym z Jurgowa. Była ona zdobywana wielokrotnie przez różne zespoły podczas prób wejścia na pobliski Lodowy Szczyt.
Dla taterników największym wyzwaniem jest południowa ściana opadająca do Dolinki Lodowej, odnogi Doliny Pięciu Stawów Spiskich (ok. 250 m wysokości). Pierwsze przejście tej ściany miało miejsce 22 sierpnia 1912 r., a dokonało tego wyczynu trzech wspinaczy: Alfréd Grósz, Tibold Kregczy i Lajos Rokfalusy. Obecnie ścianą wiedzie kilka dróg taternickich. Historia zdobycia tej ściany była tematem filmu Cesta k slnku, nakręconego w 1948 r. przez Karola Skřipskýego.
Polska nazwa Lodowej Kopy pochodzi od Lodowego Szczytu, natomiast nazwy niemiecka i węgierska pochodzą podobno od markasytu, który posiada mosiężnożółtą barwę i metaliczny połysk. Nazwa słowacka bywa źródłem pomyłek, polski Mały Lodowy Szczyt to wierzchołek sąsiadujący z Lodową Kopą od południa. Dawniejsze pomiary określały wysokość Lodowej Kopy na 2602 m, 2603 m lub 2611 m.

## Historia
Pierwsze wejścia turystyczne:
- Johann Heinrich Blasius, Gustav Hartlaub, Alexander Keyserling i nadleśniczy z Jaworzyny Tatrzańskiej Simon Fischer i jego siostrzeniec lub bratanek wraz z czterema myśliwymi z Jurgowa, 22 września 1835 r. – letnie,
- Włodzimierz Mostowski, Kazimierz Piotrowski i Stanisław Sierakowski, 2 lutego 1914 r. – zimowe[1].